# トムとジェリー シャーロック・ホームズ
『トムとジェリー シャーロック・ホームズ』（Tom and Jerry Meet Sherlock Holmes）とは2010年に公開された『トムとジェリー』のOVAである。
2016年3月16日および5月4日にはNHK Eテレにて日本語吹替版の地上波放送が行われた。

## あらすじ
ロンドンにて、怪しげなカラクリを使って、巧妙に宝石店から宝石を手に入れ空を飛ぶ猫たちによる宝石盗難事件が多発。シャーロック・ホームズの召使として雇われたトムと、ホームズ宅に住み着いて薬液の研究開発をしていたジェリーはジョン・H・ワトソンと共にホームズの助手として犯人を追う。
3頭のオオカミなどに人気を博す酒場の歌姫ミス・レッドが、数日後に結婚を控えたことをだしに脅しをかけられてしまい、紹介されたホームズに助けを求める。一行はレッドの家に向かい捜査を行うが、英国警視庁（スコットランド・ヤード）にレッドが宝石泥棒と疑われてしまい脱け出す。
警犬ブッチは、同じく警犬であるドルーピーを消して賞金を独占したがったが、画策がことごとく失敗。事態はいつものドタバタに加えアクションやストリートファイト等がちりばめられる。
トムとジェリー、レッドそして修道ネズミのタフィーは、偽の手がかりをつかまされてロンドンを離れてしまったホームズとワトソンより先に泥棒の猫たちが入っている酒場を見つけ、黒猫たち酒場客の中から泥棒の猫たちを見当て、本物の手がかりをつかんで猫たちを操る黒幕モリアーティ教授のもとにたどり着くが、教授に囚われてしまう。そして教授は盗んだ宝石とレッドの指輪を組み合わせて作った巨大レーザー砲を発砲、バーニーに街じゅうに設置させた鏡に反射させることでロンドン塔の宝物庫を破る。既に被害に遭った別の宝物庫から異動して来たスパイクとタイクも、このビームにやられてしまう。加えて、教授はカラクリ馬車を発車させた。果たしてトムとジェリー、そしてホームズはこの大犯罪を阻止できるか。

## 声の出演
| 役名                     | 原語版                                                       | 日本語吹き替え版 |
| ------------------------ | ------------------------------------------------------------ | ---------------- |
| トム                     | ビリー・ウェスト （ノンクレジット）                          | 肝付兼太         |
| ジェリー                 | ジョー・アラスカイ （ノンクレジット）                        | 堀絢子           |
| シャーロック・ホームズ   | マイケル・ヨーク                                             |                  |
| ジェームズ・モリアーティ | マルコム・マクダウェル                                       |                  |
| ジョン・H・ワトスン      | ジョン・リス＝デイヴィス                                     |                  |
| レッド                   | グレイ・デライル                                             | -                |
| ドルーピー               | ジェフ・バーグマン                                           | 中尾隆聖         |
| ブッチ                   | ジェフ・バーグマン                                           |                  |
| スパイク                 | フィル・ラマール                                             | 島香裕           |
| タフィー                 | キャス・スーシー                                             | 小桜エツ子       |
| モリアーティの部下       | グレッグ・エーリス ジェス・ハーネル リチャード・マクゴナグル | 斎藤志郎 他      |